# Abronia lythrochila
El dragoncito de labios rojos, conocido como dragoncito de la meseta de Chiapas, dragoncito de las sierras del norte de Chiapas, escorpión arborícola de labios rojos, o lagarto alicante labios rojos, (Abronia lythrochila) es una especie de la familia Anguidae. Llega a medir hasta 11.3 cm de longitud hocico cloaca. Cuerpo aplanado dorso-ventralmente, cabeza aplanada y triangular con escamas muy rugosas. Coloración dorsal variable, puede ser café clara, amarillenta, rojiza, grisácea o casi negra. Escamas sub-labiales y dorso color rojo o naranja. Vientre blanco inmaculado. Es una especie endémica de la región de la Mesa Central de Chiapas, en México. Ocurre en bosques de pino-encino y bosques de encino. Es de hábitos arborícolas y prefiere vivir entre la vegetación epifita. Habita regiones de clima templado húmedo con lluvias en verano, en altitudes que varían de los 2,000 a los 3,000 m s. n. m. La NOM-059-SEMARNAT-2010 considera a la especie como amenazada; la UICN2019-1 como de preocupación menor. Entre los principales factores de riesgo que le amenazan se encuentra la tala inmoderada en las zonas donde habita.

## Distribución geográfica
Es endémica de Chiapas (México).

## Estado de conservación
Se encuentra ligeramente amenazada por la pérdida de su hábitat natural.